# Éclairage des rues à Reims
Cet article présente l'histoire et les événements significatifs concernant l'éclairage des rues à Reims, en France.

## Historique

### Éclairage avec des corps gras
Les rues pavées sont équipées de lanternes à chandelle en application de l’édit de juin 1697 qui imposa aux grandes villes du royaume de France de suivre l'exemple de Paris, en leur imposant d'illuminer leurs rues du 20 octobre au 31 mars.
En 1701, François Roland ( ?-1707), Lieutenant des habitants de Reims, fait par le conseil, voter l’établissement de lanternes pour l’éclairage public de Reims.
En 1770,, l'éclairage des rues est amélioré par le remplacement des chandelles par des quinquets équipés de réflecteurs et fonctionnant avec de l'huile.
De 1780 à 1792, Reims installe les premiers réverbères.
À noter que cet éclairage n’était assuré que du 1er septembre au 1er mai et pas les nuits de pleine lune.
En 1829, Jean Nicolas Houzeau-Muiron met au point un procédé qui permet d'extraire l'huile des eaux de lavage des laines, pour fabriquer un gaz d'éclairage. Il invente aussi le gaz portatif.

### Éclairage au gaz
En 1879, les usines de gaz de houille fusionnent dans une Société des usines à gaz du Nord et de l’Est avec un siège social à Reims.
En 1852, la ville de Reims signe un contrat pour l'éclairage de la ville pendant 50 ans avec la compagnie Lyonnaise.

### Éclairage à l'électricité
En 1901, les rues centrales de Reims sont éclairées à l’électricité fournie par la Compagnie du Gaz qui disposait de groupes électrogènes et à qui un réseau électrique avait été concédé.
Depuis 1964, date origine du district de Reims, la gestion de l’éclairage public (exploitation et travaux d’investissement) est une compétence communautaire.

### LeXXIesiècleou la lutte contre la pollution
La prise en compte, de la pollution lumineuse, de l'augmentation des coûts de l'énergie et de certaines technologies d'éclairage polluantes, conduit à faire évoluer les techniques d'éclairage.
Reims Métropole a ainsi supprimé les points lumineux équipés en ballons fluorescents à vapeur de mercure sur Reims en anticipation de la Directive 2009/125/CE, révision de la directive 2005/32 du Parlement européen et du Conseil du 21 octobre 2009, qui interdit la mise sur le marché de lampes à vapeur de mercure.
L’abaissement de puissance de 50 % est également opéré chaque nuit entre minuit et 5 h sur certaines rues. Cela entraîne une légère baisse de la consommation et un allongement de la durée de vie des lampe .
Sur les 40 000 points lumineux que comptent la ville de Reims, la moitié sont équipés de leds, plus économes en termes de consommation d'énergie.

## Le matériel

### Les Lampadaires

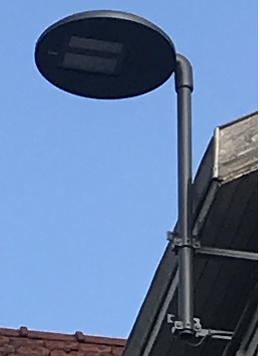
Nouveau lampadaire à LED à Reims Centre Ville.
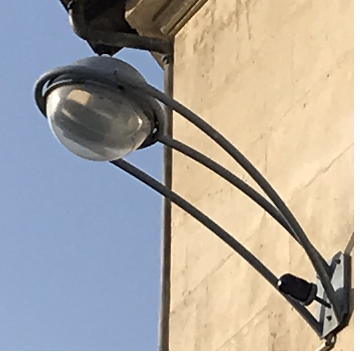
Lampadaire à Reims Voie des sacres.
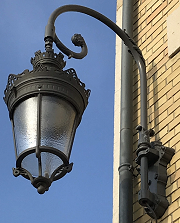
Lampadaire à Reims Centre Ville.
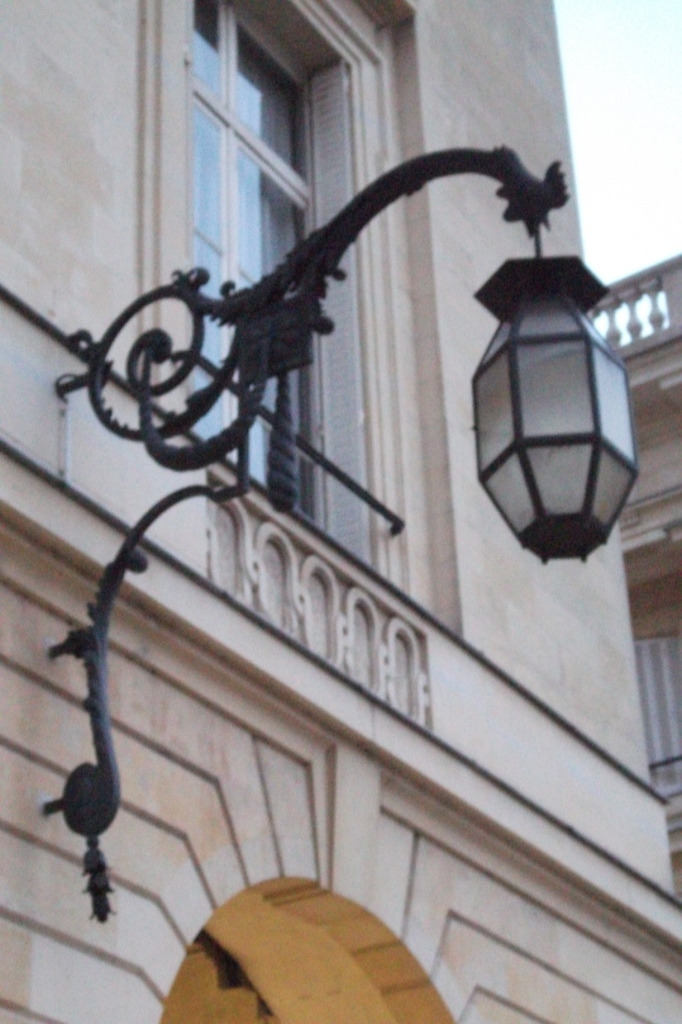
Lanterne du XVIIIe siècle à l'effigie d'un coq, place Royale.
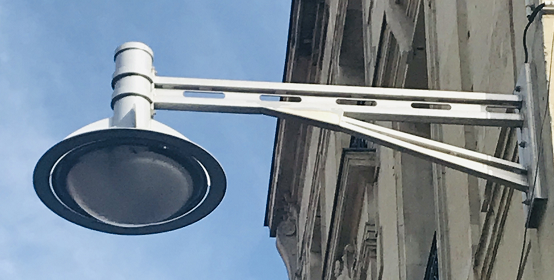
Lampadaire place d'Erlon.